# Cantone di Orgelet
Il Cantone di Orgelet era una divisione amministrativa dell'arrondissement di Lons-le-Saunier.
A seguito della riforma approvata con decreto del 17 febbraio 2014, che ha avuto attuazione dopo le elezioni dipartimentali del 2015, è stato soppresso.

## Composizione
Comprendeva i comuni di:
- Alièze
- Arthenas
- Beffia
- Chambéria
- Chavéria
- Cressia
- Dompierre-sur-Mont
- Écrille
- Essia
- Marnézia
- Mérona
- Moutonne
- Nancuise
- Onoz
- Orgelet
- Pimorin
- Plaisia
- Présilly
- Reithouse
- Rothonay
- Sarrogna
- La Tour-du-Meix
- Varessia